# パブロ・インスア
パオロ・インスア・ブランコ（Pablo Insua、1993年9月9日 - ）は、スペイン・アルスーア出身のサッカー選手。スポルティング・デ・ヒホン所属。ポジションはDF。

## 経歴
2014年3月25日に、デポルティーボ・ラ・コルーニャとの契約を2018年まで延長した。
2017年6月29日にシャルケ04へ4年契約で移籍。
2018-19シーズン、SDウエスカへ期限付きで移籍。
2019-20シーズン、期限付き移籍期間満了により一旦シャルケに復帰したが、8月21日に再びウエスカに期限付きで移籍した。
2020年8月1日、ウエスカが買取オプションを行使し完全移籍。
2022年7月4日、スポルティング・デ・ヒホンにフリーで加入し、2年契約を結んだ。